# Die Nacht ohne Moral
Die Nacht ohne Moral ist ein deutscher Filmschwank aus dem Jahre 1953 von Ferdinand Dörfler mit Claude Farell und Gustav Knuth in den Hauptrollen.

## Handlung
Irgendwann, in längst vergangener Zeit. Der stämmige Abruzzo, ein braver Kerl mit dem Gemüt eines Fleischerhundes, hat unter seiner herrischen Ehefrau Martha nichts zu lachen. Eines Tages reicht es ihm, und er rückt von daheim aus, um als Räuberhauptmann ein vollkommen neues und vor allem anderes Leben zu führen. Mit zwei weiteren Galgenvögeln, den etwas trotteligen Räubern Tarta und Sigi, bildet er eine kleine Bande. Als ihm bei einem Hinterhalt zwei Reiter entkommen, nimmt die Bande die Verfolgung auf, die sie bis auf ein nahe gelegenes Schloss führt. Einer der entkommenen Reiter, der attraktive Rittmeister Philipp Weinsberg, findet augenblicklich Gefallen an der schönen Schlossherrin Isabella, die sich jedoch wenig erfreut zeigt, als ihm auch noch Abruzzos Halsabschneider-Gang folgt. 
Isabella und die Ihren versammeln sich um einen Sarg, in der Hoffnung, dass dort niemand hineinschauen werde, denn dort hat die Schlossherrin ihren ganzen Schmuck versteckt. Doch Abruzzo ist nicht so blöd wie er aussieht und durchschaut Isabellas Ablenkungsmanöver. In der nachfolgenden Nacht ohne Moral muss sie nun tief in die Trickkiste greifen und beginnt ihre Waffen der Frau, ihre Verführungskünste, einzusetzen, um die Räuber mit ihren Reizen zu becircen. Dabei kommt sie Abruzzo näher, als ihrem Gatten lieb ist. Isabella vermag die Ganoven so lange zu umgarnen, bis endlich der alarmierte Entsatz angeritten kommt und Abruzzo wieder vom Schloss vertreibt. Dabei hat der unbedarfte Räuberhauptmann Unglück im Glück, denn schließlich landet er wieder in den Armen seines zänkischen, ungeliebten Weibes, während die anderen Gauner hinter Gittern landen. Isabella und ihr Rittmeister aber können im Schloss ihre Hochzeit feiern.

## Produktionsnotizen
Die Aufnahmen (innen wie außen) zu Die Nacht ohne Moral entstanden Mitte 1953 im Filmatelier München-Geiselgasteig sowie auf dem dortigen Gelände der Bavaria Film. Die Uraufführung erfolgte am 2. Oktober 1953 in Münchens Schiller-Theater, die Berliner Premiere war am 9. April 1954.
Regisseur und Produzent Dörfler hatte auch die Produktionsleitung. Ludwig Reiber gestaltete die Filmbauten. Otto Reinwald übernahm die Aufnahmeleitung.

## Kritiken
Im Lexikon des Internationalen Films heißt es: „Eine Art Weiterentwicklung des Dörfler-Schwanks Mönche, Mädchen und Panduren (1952), nur daß es sich diesmal um einen Räuberüberfall auf ein Schloß handelt und die derben Scherze zweideutiger geworden sind. Klamauk, der darin gipfelt, daß sich die Herren ihre Hosen ausziehen.“